# Stara Synagoga w Nysie
Stara Synagoga w Nysie – nieistniejąca, pierwsza synagoga, która znajdowała się w Nysie, przy obecnej ulicy Tkackiej.
Synagoga została zbudowana w latach 30. XIX wieku. Nie wiadomo czy była drewniana czy murowana. W 1892 roku na jej miejscu wzniesiono nową synagogę.